# Davi (comentador)
Davi (português brasileiro) ou David (português europeu) (em grego: Δαυΐδ; fl. século VI) foi um estudioso grego e comentador de Aristóteles e Porfírio. Pode ser nativo da Tessália, mas tardiamente foi confundido com um armênio de mesmo nome (Davi, o Invencível). Foi aluno de Olimpiodoro, o Jovem em Alexandria no final do século VI. Seu nome sugere que era cristão. Três comentários (dois às obras de Aristóteles e uma à obra de Porfírio) e uma introdução à filosofia atribuídos a ele sobreviveram:
- Definições e Divisões da Filosofia;
- Comentário sobre o Isagoge de Porfírio;
- Comentário sobre o Categorias de Aristóteles;
- Comentário sobre o Analíticos anteriores de Aristóteles (em armênio).

Outro comentário anônimo sobre o Isagoge de Porfírio que foi falsamente atribuído a Elias (pseudo-Elias), também foi falsamente atribuído a Davi.